# Crochet goutte d'eau

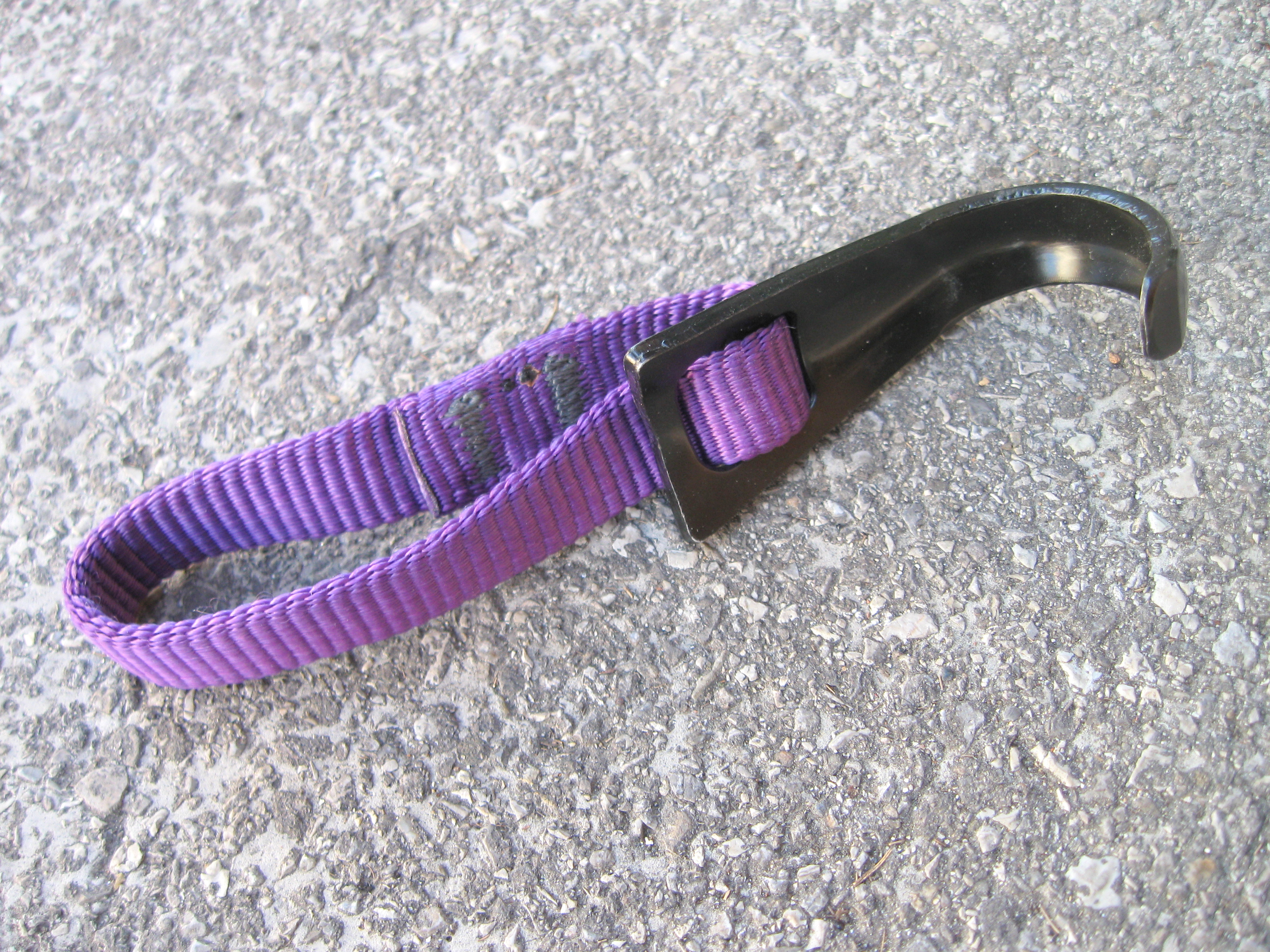
Crochet goutte d'eau dans sa forme la plus répandue

Un crochet goutte d'eau  est un objet métallique en forme de crochet servant à la progression en escalade artificielle lorsque la configuration du rocher ne permet aucune autre solution. Contrairement aux coinceurs, son utilisation est très aléatoire.

## Utilisation
Le crochet est posé dans une faille  ou une réglette horizontale, de préférence sur une dalle. Il permet ensuite de poser un étrier et ne tient que par le poids du grimpeur qui y est suspendu. Il existe aussi des crochets qui ne sont pas du type « goutte d'eau » et qui permettent un accrochage à des ancrages permanents.

## Modèles
Le modèle original "Crochet goutte d'eau" est fabriqué par Petzl mais il existe d'autres modèles.

### Modèle "Réglette"
La fonctionnalité est la même mais pour des failles plus petites.

### Modèle "Talon"
Le fabricant Black Diamond produit le modèle "Talon" qui est également un crochet mais avec 3 points chacun étant d'une taille différente. Il permet donc une utilisation plus polyvalente et plus rassurante de par ses deux appuis inférieurs lorsque le crochet supérieur est dans la faille.

### Modèle "Fifi"
C'est un crochet qui permet au grimpeur de relier un étrier à son baudrier par une cordelette. Le système permet, en tirant sur la cordelette, de retirer l'étrier situé sous le grimpeur sans que celui-ci n'ait à se baisser pour le récupérer.
Le crochet est passé dans l’œil du piton. Une simple traction sur la cordelette permet de dégager le Fifi.
L'appellation « Fifi »  évoque un petit chien qui suit son maître guidé par la laisse comme le fait l'étrier qui pend derrière le grimpeur par l'intermédiaire du crochet et de la cordelette.
De nombreux grimpeurs l'utilisent également comme auto-assurance à un point de repos (piton) dans une longueur de difficulté soutenue.
Du fabricant Petzl, il permet d'autres utilisations telles que le rappel éjectable, l'accrochage temporaire à un relais ou à un point de repos, ou l'installation éjectable de matériel au pied de la voie.

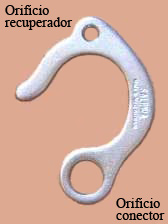
Un crochet Fifi avec au sommet l’œil récupérateur (qui permet de fixer la cordelette qui relie le Fifi au grimpeur), en bas l’œil d'accrochage de l'étrier
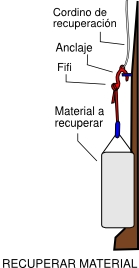
Schéma d'installation éjectable du matériel pour récupération
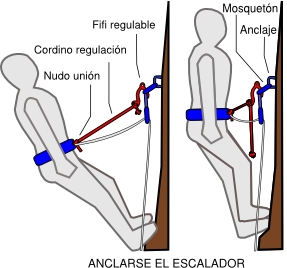
Schéma d'accrochage temporaire à l'aide d'un crochet Fifi (réglable)